# Ce que je crois (Bazin)
Pour la collection littéraire, voir Gilbert Cesbron. Pour l'essai de François Mauriac, voir Ce que je crois (Mauriac).
Ce que je crois est un essai d'Hervé Bazin paru en 1977 aux Éditions Grasset dans la collection du même nom,. Il a été réédité en livre de poche en 1978,. L'auteur s'y intéresse à l'économie, à la consommation et à l'écologie.

## Citation
« Mais plutôt que d'enseignement (s'il est mal conçu, au moins il existe), c'est d'éducation que manque aujourd'hui la jeunesse. »